# Важинский, Ян
Ян Важинский (эст. Jan Važinski; 10 августа 1964, Таллин) — советский футболист, эстонский футбольный тренер.

## Биография
Воспитанник ДЮСШ Октябрьского района Таллина и клуба «Двигатель», тренер — Йосеп Кацев. На взрослом уровне выступал в 1980—1988 годах в первенстве Эстонской ССР за таллинские клубы «Двигатель» и «Норма».
После окончания игровой карьеры работал тренером в Таллинской футбольной школе, а также в клубах «Таллинна Садам», «Лелле СК». В 1993 и 1997 годах тренировал юношескую (до 19 лет) сборную Эстонии, а в сезоне 1997/98 был ассистентом Сергея Ратникова в «Тулевике».
С 1998 года работал в системе клуба «Курессааре». Неоднократно возглавлял основную команду клуба, в том числе в период выступлений в высшем дивизионе Эстонии. Неоднократный призёр первой лиги. В 2010 году тренировал «Флору» (Раквере), которая была в том сезоне фарм-клубом «Курессааре». Также возглавлял другие аффилированные команды низших лиг — «Сёрве», «Сааремаа ЯК», «Лейси». Некоторое время работал ассистентом тренера «Курессааре», а также тренировал детские команды. Его воспитанниками являются известные местные игроки Сандер Лахт, Сандер Вийра, Элари Валмас и другие.
С 2018 года по август 2019 года снова работал главным тренером «Курессааре», затем перешёл на работу с младшими составами клуба. В августе 2023 года отметил 25-летие тренерской деятельности в системе «Курессааре». Имеет тренерскую лицензию «Pro».
Окончил Институт им. П. Ф. Лесгафта в Ленинграде (1988).